# Медникарово
Медника́рово (болг. Медникарово) — село в Старозагорській області Болгарії. Входить до складу общини Гилибово.

## Населення
За даними перепису населення 2011 року у селі проживала 491 особа, з них 484 особи (99,0%) — болгари.
Розподіл населення за віком у 2011 році:
Динаміка населення: